# Майнхард (коммуна)
Майнхард (нем. Meinhard) — община в Германии, в земле Гессен. Подчиняется административному округу Кассель. Входит в состав района Верра-Майснер.  Население составляет 4887 человек (на 31 декабря 2010 года). Занимает площадь 39,7 км².